# Scissuralaelaps
Scissuralaelaps  (лат.) — род клещей (Dermanyssoidea) семейства Laelapidae из отряда Mesostigmata. 10 видов. Юго-Восточная Азия, Австралия. Обнаружены на многоножках (Myriapoda) из класса Двупарноногие (Diplopoda) и на других членистоногих (тараканообразные).
- Scissuralaelaps bipartitus Ishikawa, 1988 [хозяин: Acladocricus philippinus (Myriapoda); Филиппины]
- Scissuralaelaps breviseta Ishikawa, 1988 [хозяин: Trigoniulus (Myriapoda); Филиппины]
- Scissuralaelaps grootaerti Fain, 1992 [хозяин: Iulida (Diplopoda); Папуа Новая Гвинея]
- Scissuralaelaps hirschmanni Fain, 1992 [хозяин: Polyconoceras (Diplopoda); Папуа Новая Гвинея]
- Scissuralaelaps innotensis Halliday, 1993 [хозяин: Macropanesthia rhinoceros (Dictyoptera); Австралия, Квинсленд]
- Scissuralaelaps irianensis Fain, 1992 [хозяин: Myriapoda; Irian-Jaya]
- Scissuralaelaps joliveti Fain, 1992 [хозяин: Polyconoceras (Diplopoda); Папуа Новая Гвинея]
- Scissuralaelaps novaguinea Womersley, 1945
- Scissuralaelaps philippinensis Rosario, 1981 [форезия на Diplopoda (Myriapoda); Филиппины]
- Scissuralaelaps queenslandica Womersley, 1945